# صموئيل إس. مونتاغيو
صموئيل إس. مونتاغيو (بالإنجليزية: Samuel Skerry Montague)‏ هو مهندس أمريكي، ولد في 6 يوليو 1830 في كين في الولايات المتحدة، وتوفي في 24 سبتمبر 1883 في موونت شاستا في الولايات المتحدة.

## وصلات خارجية
- صموئيل إس. مونتاغيو على موقع إن إن دي بي (الإنجليزية)